# Shane Reed
Shane Reed (Palmerston North, 16 de junio de 1973-Palmerston North, 30 de octubre de 2022) fue un deportista neozelandés que compitió en triatlón y acuatlón.

## Carrera deportiva
Ganó tres títulos en el Campeonato Mundial de Acuatlón de la ITU. En su carrera deportiva, participó en más de 65 competencias ITU y logró cinco medallas y 31 resultados entre los diez primeros, incluido su séptimo lugar en el Campeonato Mundial de Triatlón ITU 2004 en Madeira, Portugal. También fue undécimo en el Campeonato Mundial de Triatlón ITU 2005 en Gamagori, Japón.
También fue seleccionado para el equipo olímpico de Nueva Zelanda en el triatlón masculino y se clasificó para los Juegos Olímpicos de Pekín 2008, junto con sus compañeros de equipo Kris Gemmell y Bevan Docherty. Su hermano Matthew, sin embargo, se convirtió en ciudadano estadounidense, justo un año antes de los Juegos Olímpicos, y estaba compitiendo por los Estados Unidos. En el triatlón masculino, Reed lideró el campo desde la etapa de natación y corrió con fuerza durante todo el recorrido. Esperaba llegar a un resultado entre los diez primeros con sus compañeros de equipo, pero no pudo mantener su ritmo después de estar exhausto por andar en bicicleta. Sumado a su frustración por no poder correr su propia carrera, Reed fue derrotado por poco por su hermano Matt, quien terminó con fuerza en el trigésimo segundo lugar. Al final, cruzó la línea de meta a solo dos lugares de su hermano, con un tiempo de 1:52:48.
Reed vivía con su esposa Tammy y sus dos hijos. Murió de cáncer cerebral el 30 de octubre de 2022, a los 49 años.

## Palmarés internacional
| Campeonato de Oceanía | Campeonato de Oceanía      | Campeonato de Oceanía | Campeonato de Oceanía |
| Año                   | Lugar                      | Medalla               | Prueba                |
| --------------------- | -------------------------- | --------------------- | --------------------- |
| 2008                  | Wellington (Nueva Zelanda) | Medalla de oro        | Individual            |

| Campeonato Mundial | Campeonato Mundial | Campeonato Mundial | Campeonato Mundial |
| Año                | Lugar              | Medalla            | Prueba             |
| ------------------ | ------------------ | ------------------ | ------------------ |
| 1998               | Noosa (Australia)  | Medalla de oro     | Individual         |
| 1999               | Noosa (Australia)  | Medalla de oro     | Individual         |
| 2004               | Funchal (Portugal) | Medalla de oro     | Individual         |